# 尼尔·道
尼尔·道（英語：Neal Dow，1804年3月20日—1897年10月2日），美国政治家，禁酒运动的倡导者，人称“禁酒拿破仑”和“禁酒运动之父”（Father of Prohibition）。道于1804年在缅因州波特兰（緬因州在當時仍屬於麻州之一部份）的贵格会家庭出生，年纪轻轻就积极参与禁酒事业，认为酒是众多社会问题的罪魁祸首，希望能实现禁酒的理想。1850年，道当选缅因州禁酒联盟主席，次年又成为波特兰市长。不久后，州议会通过禁止生产和销售酒精饮料的法律，人称《缅因法》，道对此有举足轻重的影响。担任市长期间，道严厉执行《缅因法》，对胆敢抗法者处罚日益加重。1855年，反对人士发起暴动，市长下令州民兵向人群开枪，导致一人死亡，多人受伤。事件发生后，局势变得对道不利，于是他决定不竞选连任。
道之后两次入选州议会，但在牵涉财务丑闻后退休。1861年，他在南北战争爆发后加入联邦军，最终官拜准将。道在哈德逊港围城战中受伤，随后被俘。1864年经交换战俘获释后，他退伍回乡，再度投身禁酒事业。道在美国、加拿大、英国各地演讲，为禁酒事业摇旗呐喊。1880年，他代表禁酒党參加美国总统选举。虽然获得的票数很少，但道此后仍继续为禁酒运动写作及演说，直至1897年以93岁高龄在波特兰谢世。

## 早年经历和家族背景
尼尔·道于1804年3月20日在缅因州波特兰出生，父亲叫约西亚·道（Josiah Dow），母亲叫多卡斯·艾伦·道（Dorcas Allen Dow）。约西亚是公谊会（即贵格会）成员，生于新罕布什尔州，以务农为生。多卡斯·艾伦也是贵格会会员，出身缅因州望族，族长是爷爷黑特-伊维尔·霍尔（Hate-Evil Hall）。尼尔是父母唯一的儿子，另有一个姐姐和一个妹妹。约西亚同多卡斯结为连理后不久就在波特兰开设制革厂，生意很快红火起来。尼尔先后在马萨诸塞州新贝德福德的公谊会学校和爱德华·佩森（Edward Payson）的波特兰学院求学，然后于1826年追随父亲的脚步投身皮革贸易。他对新技术手段态度开明，是波特兰在制革工艺中采用蒸汽动力的先驱之一。

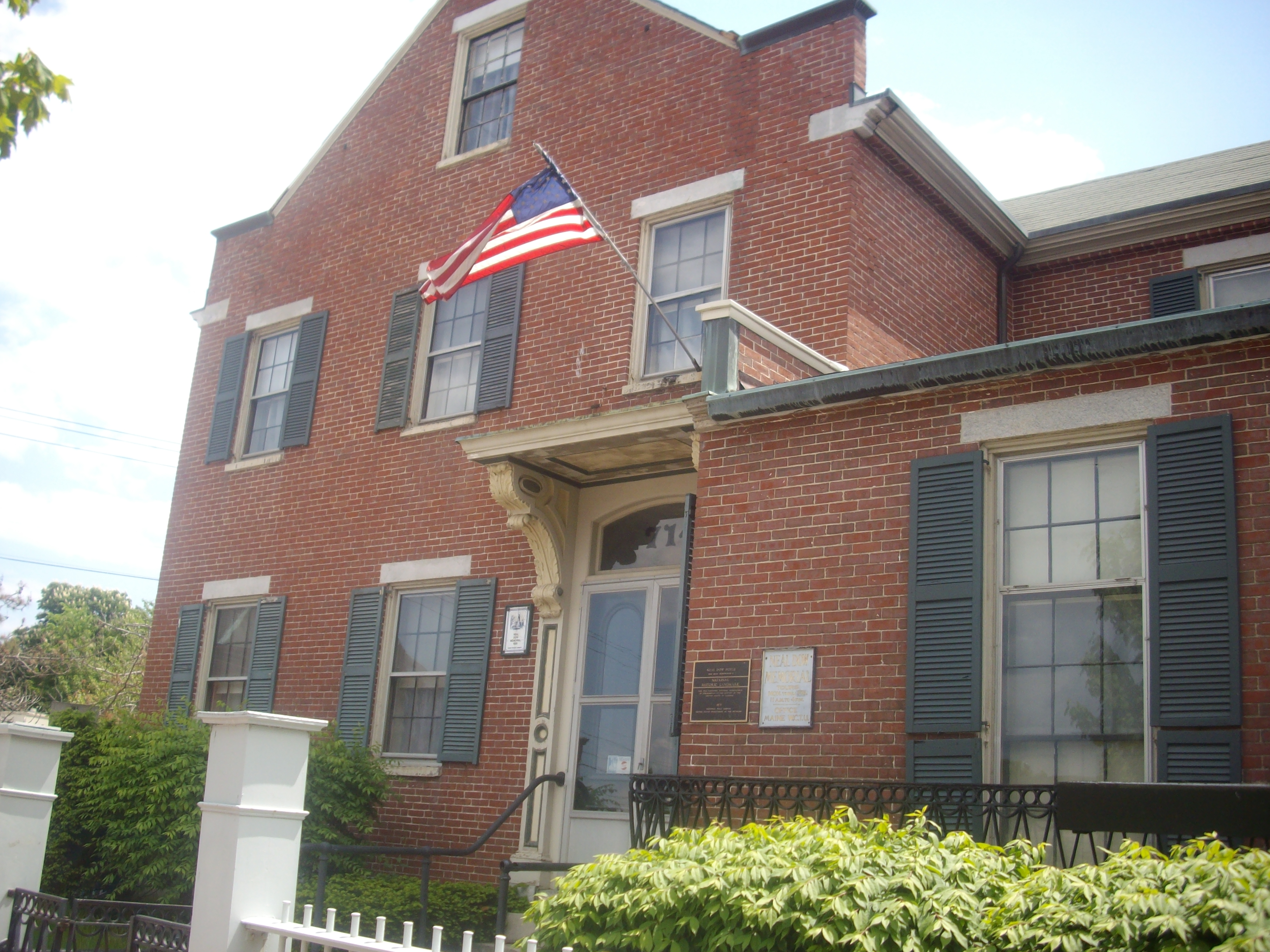
尼尔·道位于波特兰的宅邸

道努力遵循父母贵格会信仰的各项原则，但这并不容易。年纪轻轻的他脾气火爆，经常陷入争执。经济富足之后，道喜欢身穿精美衣装，这又同贵格会崇尚衣着朴素的原则冲突。不过，他很小就学会家人的其他美德，为人节俭且烟酒不沾。18岁时，道想要逃避进入民兵队服役的义务，这主要是出于对民兵经常酗酒心存厌恶，而且入伍也同贵格会的和平主义信仰不符。为此他选择加入消防队，因为这样可以免服兵役。1827年，道在缅因州议会游说，希望能改革消防队，提高工作效率。同年，他又发言反对消防队在年度庆典上供应酒类，最后众人达成妥协，年会上只供应葡萄酒，不提供烈酒。道有时会出于政治理念不顾自己的工作职责，升任消防队长后，他曾放任一间酒品店烧成白地。
1828年，道结识马萨诸塞州商人之女玛丽亚·科尼利亚·梅纳德（Maria Cornelia Maynard），两人于1830年1月20日成婚。此后20年间，道夫妇生下九个孩子，但只有二子三女活过婴儿期。玛丽亚·科尼利亚是公理会信徒，道和夫人定期到第二教区教堂参与礼拜活动，但他始终没有转入公理会。一家人所住的宅邸于1829年在波特兰国会街714号建成，至今依旧屹立，由基督教妇女禁酒联盟驻波特兰分会管理，是纪念尼尔·道生平的博物馆。

## 倡导禁酒

### 早期禁酒尝试
19世纪时，美国成年男性平均摄入的酒精达到现代人三倍以上。据道在回忆录中记载，此时波特兰工人的报酬中有相当一部分就是每天提供的朗姆酒：“那时的规矩就是这样……每天上午十一点和下午四点就停工喝酒……每家杂货店都有一桶桶（的）……朗姆酒，盆里也总是装满了酒，有时就放在走道上，就像7月4日卖的柠檬水一样。”在他眼中，酒是许多个人、家庭和财富走向衰败或消亡的罪魁祸首，他经常指着那些摇摇欲坠的家庭和企业对家人说：“这就是朗姆酒害的。”道借助第二次大觉醒的宗教运动来改变社会环境，希望能借此转变人们的看法或生活习惯，对此历史学家朱迪思·麦克阿瑟（Judith N. McArthur）记载：“禁酒（运动）改革者敦促听众把罪恶的朗姆酒逐出生活，正如福音派牧师奉劝信徒驱逐心魔一般。”
包括道在内的众多波特兰中上阶层人士相信，酗酒对城市道德环境和经济福祉构成巨大威胁。1827年，道与他人共同创立缅因州禁酒协会。协会最初只针对烈酒，但到1829年时，道已向所有的酒精饮料宣战。同时，他还投身反共济会和反奴隶制事业，开始在政治事物上投入更多时间。1832年大选期间，道对安德鲁·杰克逊和亨利·克莱都不满意，最终选择支持小党派候选人威廉·沃特。
1837年，缅因州禁酒协会因在是否应该禁绝葡萄酒和烈酒上无法达成一致而分裂，道支持禁绝葡萄酒，该派系之后自组成缅因州禁酒联盟。同年，州议会辉格党议员詹姆斯·阿普尔顿（James Appleton）提出禁酒法，道对此全力支持并多次发表演说，但法案未获通过。阿普尔顿后于1838和1839年提出类似法案，虽有他和道全力推动，但均以失败告终。

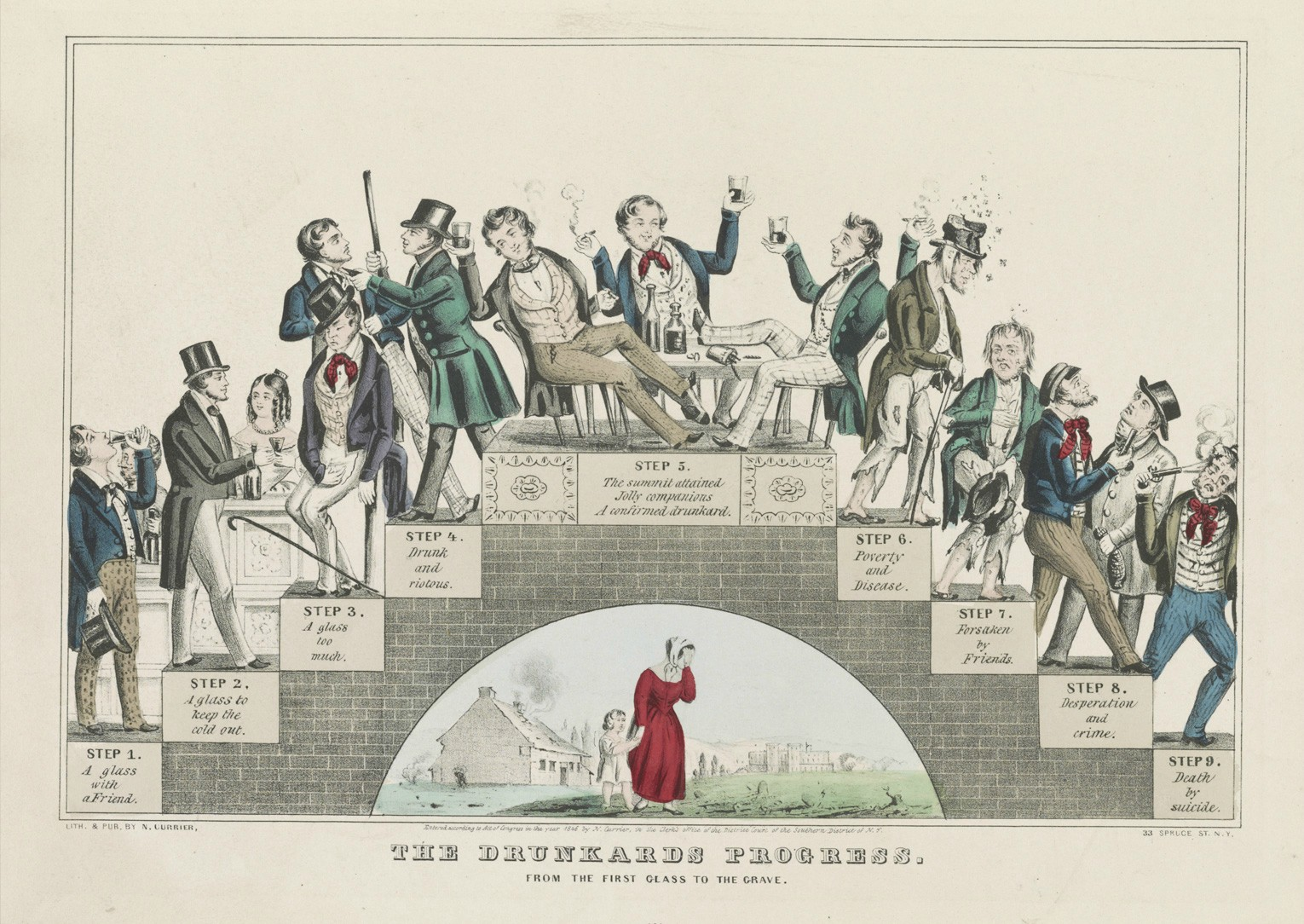
道和其他倡导禁酒的人士认为，酒是众多社会弊病的罪魁祸首

道热心为辉格党候选人摇旗呐喊，谴责民主党人是酒类行业的工具。缅因州州长、辉格党人爱德华·肯特（Edward Kent）投桃报李，于1841年任命缺乏从军经历的道出任州民兵上校。不过，道本人认为“从政治家的角度来看”，他并不是党派内部人士，对于那些在他看来禁酒不力的辉格党人，道会毫不犹豫地建议支持者投票反对他们。
19世纪40年代初，道的事业重心还是皮革生意，但也会抽时间鼓励个别酷爱杯中物的人戒酒。在他及一众盟友的推动下，波特兰市政府于1842年规定酒类销售须取得牌照，无证经营的商贩会被起诉，同年，波特兰经全民公投决定支持新规定。1843年，民主党人在市政府选举中获胜，许多更倾向支持禁酒的辉格党人下台，大批酒贩的起诉被无限期推迟，酒类销售随即恢复。道继续在州内各地演说，在此期间甚至遭酒贩雇请的人袭击。
1846年，道在州议会演讲，倡导全州禁酒。法律虽获通过，但缺乏必要的执行机制，所以没有实效。次年，他参与州议员特别选举，但以微弱劣势败北。1850年，道已加入新成立的自由土地党（Free Soil Party），同时鼓励志同道合的议员通过效果更加显著的禁酒令，但通过的法案被民主党州长约翰·W·达纳（John W. Dana）否决。支持法案的议员试图推翻否决，最终只差一票。

### 波特兰市长

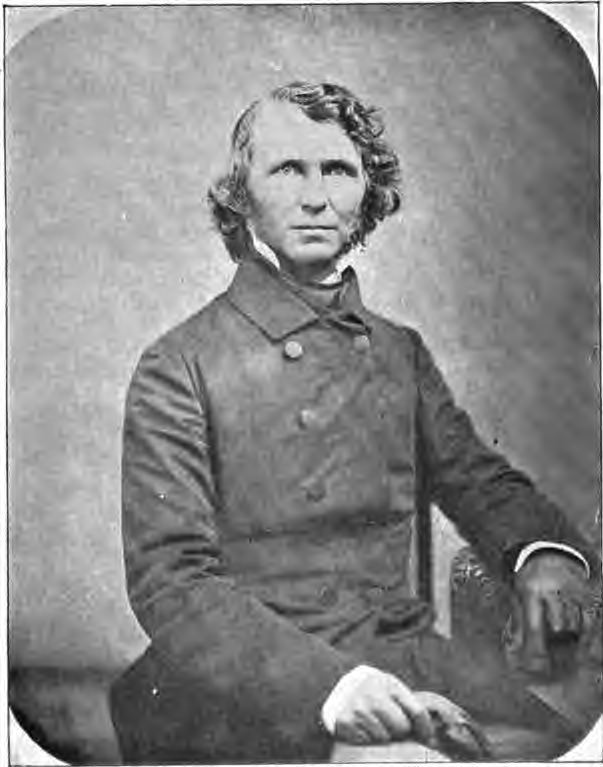
19世纪50年代初的尼尔·道

1850年，道当选缅因州禁酒联盟主席。次年，他以辉格党候选人身份出马竞选波特兰市长，以1332票战胜得票986的对手当选。上任不到一个月，州议会就在他的游说下通过全州禁酒法案。道又同新任州长约翰·哈伯德（John Hubbard）会晤，后者于6月2日在法案上签字。新法律在全美范围内以《缅因法》（the Maine Law）之名为人所知，缅因州至此成为美国第一个禁止生产和销售酒类饮品的州。法律的通过也为道在全美打响名气，绰号“禁酒拿破仑”（Napoleon of Temperance）由此诞生。同年八月，全国禁酒大会在纽约市举行，道获邀在会上演讲。
《缅因法》生效后，道给予酒类经销商两星期宽限期到州外卖掉库存，否则商品就会被没收。市长雷厉风行的执法导致上档次的酒类消费场所很快关张大吉，但低档次的沙龙，特别是波特兰贫苦及移民阶层经常光顾的店铺只是迁往秘密地点继续营业。不过，道还是在向市议会演说时宣布，他已经消灭除“少数秘密杂货店”外所有的酒类商店，同时指责“外国人”导致这些秘密杂货店能够继续经营，
道在全美声名鹊起，但在故乡还是一直受人反对。他和对手都曾通过报纸匿名攻击对方立场，而且在发表政治观点的同时经常夹带个人攻击。1852年市政选举前，民主党人提名前州长兼联邦参议员阿尔比恩·帕里斯（Albion Parris）争夺市长席位。民主党团结一致支持帕里斯的同时，道继续严格执行禁酒令，导致党派四分五裂，辉格党中出现两个派系各自提名人选反对道。选举日当天，道获得1496票，虽比上年多上百票，但仍远不及帕里斯的1900票。虽然此时的选民登记还是由辉格党人掌控，但道依然认为自己是因爱尔兰移民的非法投票败北。
竞选失利后，道继续在全美各地宣扬禁酒理念，并且非常欣慰地看到十一个州先后实行禁酒令。面对包括表兄约翰·尼尔（John Neal）在内部分政敌有关《缅因法》缺乏实效、波特兰酒类消费在他担任市长期间不降反升的指控，道也努力反驳。1854年，道再度竞选波特兰市长，辉格党此时已开始分裂，道于是从自由土地党和倡导本土主义的一无所知党争取支持，但最终依然功败垂成。到了1855年，自由土地党和一无所知党已开始同反奴隶制的辉格党派系组成新生的共和党。新党很快掌握州议会主控权，并在道的鼓励下加强《缅因法》执行力度。1855年，道第四次竞选市长，最终以微弱优势二度当选。

### 波特兰朗姆酒暴动

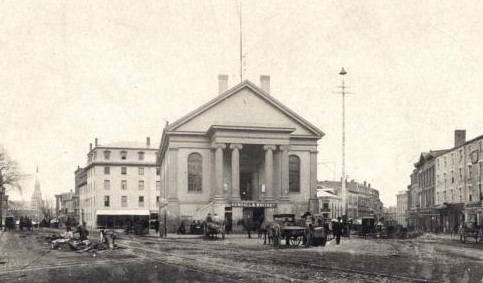
波特兰市政厅，朗姆酒暴动的发生地。

上任两个月后，道在不经意中违反了自己一心维护的禁酒法。根据禁酒法规定，缅因州只能在医疗或工业领域使用酒精，用于分配这些酒精的委员会成立后，道订购有价值1600美元的酒精并将之存放在市政厅。出于疏忽，道没有任命官方代理人在市政厅驻守，购买酒精的发票上又是他的名字，从技术角度而言，市长已违反禁酒法。道的政敌抓住机遇，要求警方搜查市政大楼寻找非法烈酒。《缅因法》又于此前不久新增条款取消司法自由裁量权，法官别无选择只能发出搜查令。警方于是在6月2日缉获酒精，但没有逮捕道。
当晚，大批反禁酒人士兵聚集起来要求把道绳之于法，还大声威胁要把“尼尔·道的酒”倒掉。道下令州民兵阻挡示威人群，同时安排警长向人群宣读《暴动法》。夜幕降临之际，道要求示威者解散，并在遭拒后下令民兵开枪，导致一人死亡，七人受伤，其他示威者四散而逃。得知有人丧生后，道依然认为之前动武是必要之举，还问死者是不是爱尔兰人（实际上不是）。
事件引起舆论哗然，全美各地的报纸发文谴责道的做法。他因违反禁酒法受审，检察官是长期站在道对立面的前联邦司法部长内森·克利福德（Nathan Clifford），辩方律师则是缅因州禁酒协会的另一位创始人，之后的联邦参议员威廉·P·费森登。法庭最终认定道的罪名不成立，但他的对手又说服验尸官列名陪审员，宣布示威者死于他杀。最终法庭认定道的杀人罪名不成立，但他的名望依然受到重大打击，最终决定不再竞选连任。

### 州议员
1855年秋，共和党在州长选举中失利，次年，州议会的民主党议员和剩下的辉格党议员联合把《缅因法》彻底废除。其他曾通过同样法律的州发现其中承诺的美好愿景并没有化为现实，执行起来即便不是完全不可能，也依然非常困难，所以又效访缅因州废除禁酒令。道继续在全美各地和不列颠群岛演说，呼吁人们支持禁酒，但在立法领域收效甚微。1858年，缅因州通过更为温和的禁酒法案，道虽然觉得新法力道不足，但聊胜于无，所以还是尽力支持。
1858年，缅因州众议院的一名共和党议员拒绝上任，他的席位经补选由道取代。1859年，道又经连任选举中赢得完整任期，在任期间，他继续争取制订更严格的禁酒法，但毫无成效。缅因州司库本杰明·佩克（Benjamin D. Peck）将州政府资金外借给包括道在内的多人，此举有违州法，道也因此丑闻缠身。佩克本人就借用了大笔款项，但因商业投资失败而亏得血本无归。佩克的部分借款是由道担保，佩克显然无法清偿州财政亏空后，道就不得不承担责任。虽然他顺利偿还债务，还得以撇清大部分牵扯，但由于部分政敌诉诸地方报纸，仍有足够份量的丑闻变得众所周知。受此影响，连部分秉持禁酒理念的同盟也不敢再公开表态支持他。1860年9月，道没有再竞选连任。

## 内战经历

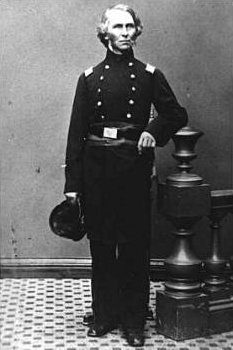
联邦军准将尼尔·道

离任后，道继续推动禁酒事业，同时也开始为日益增长的废奴呼声摇旗呐喊。共和党候选人亚伯拉罕·林肯当选总统后，多个蓄奴州退出联邦组建美利坚联盟国；内战爆发前，道就呼吁联邦政府出兵平定叛乱，废除奴隶制。战争爆发时他已有57岁，本打算留在家中打理生意、照顾年老体衰的父亲。但在邦联军队炮轰桑特堡后，道还是觉得有义务加入联邦军效力。1861年11月23日，州长以色列·沃什伯恩（Israel Washburn）任命道为缅因第13志愿步兵团上校。道招募的许多军官都是之前禁酒运动中的同僚。

### 新奥尔良
1861年冬在缅因州训练后，道和第13团于次年2月派赴墨西哥湾。道在启程前得知第13团的上级军官是本杰明·巴特勒（Benjamin F. Butler）少将，对此他深感不满并同上级发生争执，不愿接受这样一个在他看来对奴隶制态度软弱而且“亲朗姆酒”的民主党人。道的抗议没有实际效果，还招来巴特勒的敌意。第13团先到弗吉尼亚州门罗堡同巴特勒汇合，然后经水路南下，被迫在风暴过后登陆北卡罗莱纳州。道在事态紧急时的表现赢得巴特勒称赞，但两人间依然相互厌憎。受损船只修复后，巴特勒领军继续南下前往密西西比州席普岛（Ship Island）。
经海军将领戴维·法拉格特率领的舰队协助，巴特勒的陆军于1862年4月29日攻下新奥尔良。道和第13团留在后方防御席普岛，没有参与进攻。国会在之前一天同意任命道为准将，道认为巴特勒是有意不让他参与攻城战，存心让他升职不成，称对方是“土霸和野兽。”第13团占领新奥尔良周边要塞期间，道的大部分时间都在同副手弗朗西斯·赫塞尔廷（Francis S. Hesseltine）中校争执。道鼓励黑奴逃跑，向联邦军寻求庇护。他还没收附近种植园主的财产，即便是联邦军的支持者也不例外。对于联盟军流落在河中的军事财产，道曾试图取得个人打捞权，但未获批准。
1862年10月，道受命执掌佛罗里达州彭萨科拉区，并在此同其他部队会师。他立即下令在彭萨科拉禁酒，引来将士不满。他还在没有上级授权的情况下开始招募当地黑奴入伍，同时继续没收叛乱人士的财产。巴特勒很快就推翻道没收财产的命令，道认为此举是对他禁酒的报复。

### 哈德逊港及被俘

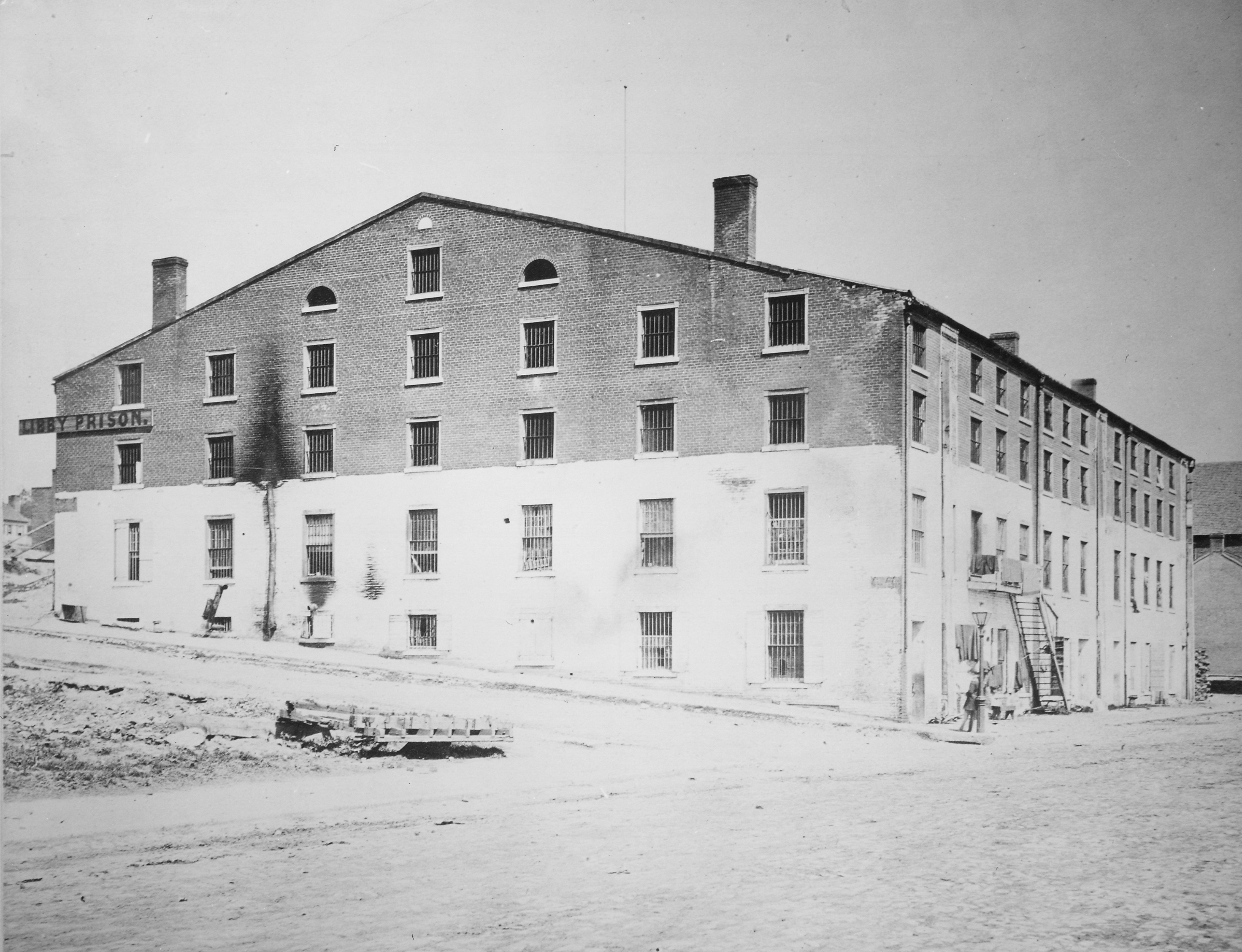
道被俘后关押在利比监狱

1862年12月，纳撒尼尔·班克斯（Nathaniel P. Banks）取代巴勒特成为新奥尔良司令官。班克斯是马萨诸塞州共和党人，倾向支持禁酒令。他在战前就知晓道的名声，但拒绝废除之前巴特勒的命令，不准道没收叛乱分子的财产，这让道感到不满。不过，班克斯同意道返回新奥尔良，参与已经计划好的春季攻势。联邦军打算全面控制密西西比河，此时只有密西西比州的维克斯堡和路易斯安那州哈德逊港（Port Hudson）尚在邦联之手。尤利西斯·辛普森·格兰特从北面向维克斯堡进军，同时班克斯从南面逼近哈德逊港。5月21日时，联邦军已将哈德逊港包围。
班克斯决心直接进攻，突破敌军防线。道认为这样的进攻不会有理想效果，所以拖延一段时间后才带部队参战。进攻成效不佳，道的右臂和左大腿在战斗中受伤，被送到附近的种植园疗养。住院期间，道希望能转移到战区，觉得这样晋升机会更大。6月30日，他的伤势已经显著改善，可以再度上马，于是前去探视部下，入夜后再返回医院，但当晚就被在联邦军后方行动的邦联骑兵俘虏。
道先被车送到密西西比州的杰克逊，接下来又送至阿拉巴马州蒙哥马利，最终抵达联盟国首都弗吉尼亚州里士满，被关进利比监狱。同年8月，道被转送到阿拉巴马州莫比尔，邦联政府官员在此调查道是否曾武装黑奴打击邦联人士，邦联国会将此项行为定为死罪。虽然道的确有过上述做为，但检察官无法找到任何证据证明此类行径是在法律通过后所犯，最终检方只能撤诉，道于10月返回利比监狱。1864年2月，一直被关在利比监狱的道经交换战俘获释，邦联用他换回罗伯特·李将军之子威廉·亨利·菲茨休·李将军。道的身体状况在关押期间显著恶化，回过波特兰休养数月后，他于1864年11月从联邦军退役。

## 战后政坛经历
退役后，道继续领导禁酒运动，于1865年同詹姆斯·布莱克（James Black）一起创立美国禁酒协会暨出版社。从19世纪60年代下半叶到70年代，他在美国、加拿大和英国各地演讲，提倡禁酒。但是，公共舆论此时已经转为反对禁酒，制酒业也能更有效地组织抵抗，所以他的行动收效甚微。 1874年英国普选前，道花费大量精力发表演说，为自由党争取支持，因为该党领袖威廉·格莱斯顿倾向支持禁酒。自由党最终惨败，格莱斯顿和道都认为这是制酒业从中作梗导致。道此后继续在英国宣传禁酒理念，直到1875年5月才因年老体衰返回故乡。
与其他人提倡通过个人节制而非政府约束来禁酒不同，道依然坚定认为打击酗酒的唯一途径就是“为无赖多建监狱。”1876年，他在大选中支持共和党候选人兼绝对禁酒主义者拉瑟福德·伯查德·海斯。次年，道的禁酒事业取得成果，缅因州议会立法禁止州内烈酒的酿造和销售，此前成效微弱的禁酒法终于得以强化。但是，道对共和党的态度开始发生变化，觉得共和党并不热衷禁酒事业，而且对重建即将结束之际，南方黑人的权利却没有得到有效保障深感失望。其他倡导禁酒的人士也有类似看法，部分人于1869年新组禁酒党。禁酒党人把精力都集中在禁酒事业上，别的任何议题都不予考虑。大部分党员来自虔敬教会，许多人都像道一样曾是共和党人。1872和1876年大选期间，禁酒党候选人都只得到很少的选票支持，但随着禁酒倡导人士对共和党日益感到失望，他们还是希望能在1880年迎来转机。

### 1880年总统大选

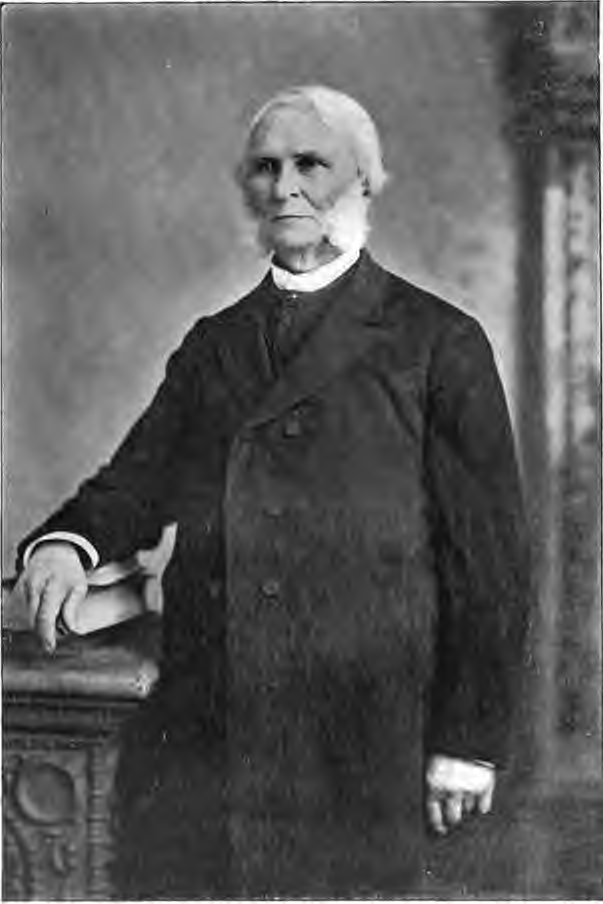
已经87岁的尼尔·道

1880年，缅因州共和党人不愿再通过更多的禁酒法案，道于是退党加入禁酒党人行列，并且马上就成为该党的头面人物。朋友兼同盟詹姆斯·布莱克建议在1880年党代表大会上提名道竞选总统，后者也同意参选。提名大会于这年六月在俄亥俄州克利夫兰举行，有12个州的代表与会，但几乎没有吸引任何媒体报导。此时各党派的提名人选通常不会出席提名大会，道也是如此，同身体状况不佳的夫人留在家里。最终他顺利获得提名，副总统候选人是俄亥俄州人士亨利·汤普森（Henry A. Thompson）。
这年夏天，道基本上没有对竞选总统投入精力，把大部分时间用来为缅因州地方选举中支持禁酒的候选人竞选。共和党人担心道会摊薄选票，导致詹姆斯·艾布拉姆·加菲尔德在大选中败北，于是向道施压，希望他退出。道拒绝从命，但他得到的普选票数无论在任何情况下都远不足以对加菲尔德构成影响。禁酒党候选人一共只得到10305票，约占总票数的千分之一。加菲尔德的普选票数只略高于民主党候选人温菲尔德·斯科特·汉考克，但选举人票优势要大得多。对于这样的结果，道并不失望，还对共和党人能够战胜“役使奴隶的叛乱元素”感到欣喜。

### 晚年经历
大选结束后，道再度同缅因州的共和党人合作推动禁酒事业，于1884年表态支持缅因州同乡、共和党候选人詹姆斯·G·布莱恩竞选总统。布莱恩最终在大选中以微弱劣势落败，许多共和党人认为是禁酒党选民导致布莱恩失去纽约州，进而在选举人票上落后于民主党对手。心怀怨恨的缅因州共和党人不愿再推动任何禁酒法案，道最终于1885年同共和党分道扬镳。1886年缅因州选举期间，他在演说中强烈批评共和党，支持禁酒党候选人担任州长。1888年，已是84岁高龄的道接受禁酒党提名，时隔三十余年后再度竞选波特兰市长。民主党人无法选出合适的候选人，但为确保在任共和党市长下台而选择支持昔日的政敌道。但是，许多民主党人不愿支持道，后者获得1934票，远不及对手的3504票。同年，道前往印第安纳波利斯出席禁酒党全国大会。此时他已不再仇视过去的邦联，呼吁众人团结起来，不要再煽動报复。虽然他个人倾向支持女性参政，但在会上还是发言反对禁酒党出于一时的政治权衡而支持女性参政权。
玛丽亚·科尼利亚于1883年撒手人寰，她和道的其中一个女儿终身未婚，名字也叫科尼利亚，在母亲去世后继续陪伴父亲，为禁酒事业出力。1891年，儿子弗雷德里克（Frederick）也带着家人搬回来。弗雷德里克是《波特兰晚间快报》（Portland Evening Express）主编，此时依然积极参与共和党事务。1890年，道从马上跌下，但身体依旧健康，继续为禁酒演说和创作，只是不再像以前那样经常出远门。1894年，许多人在他九十大寿之际上门道贺，祝贺他奋斗一生的成就。1895年，他最后一次公开演讲，批评市政府没有妥善执行禁酒法。道还开始撰写回忆录《尼尔·道的回忆：八十年回顾》（The Reminiscences of Neal Dow: Recollections of Eighty Years），但尚未完成便于1897年10月2日与世长辞，享耆壽93岁，他的遗体首先放在波特兰第二教区教堂供人瞻仰，之后下葬在该市常青公墓。尼尔·道亲眼看到禁酒运动在美国兴起，同时也正如传记作家弗兰克·伯恩（Frank L. Byrne）指出的那样，在推动此项事业上的贡献“比19世纪（其他）任何人都大。”

## 脚注
1. 1 2 3  Byrne 1961，第2–3頁.
2. ↑  Kobler 1993，第78頁.
3. ↑  Dow 1898，第19頁.
4. ↑  Byrne 1961，第7, 10頁; Miner 1894，第399頁.
5. ↑  Babcock 1990，第25頁.
6. ↑  Byrne 1961，第3–4頁; Dow 1898，第35–37頁.
7. ↑  Babcock 1990，第20頁.
8. ↑  Byrne 1961，第5–7頁.
9. 1 2  Byrne 1961，第8頁.
10. ↑  Byrne 1961，第10頁.
11. 1 2  Byrne 1961，第13頁.
12. ↑  Kobler 1993，第79頁.
13. ↑  Byrne 1961，第17頁.
14. ↑  Dow 1898，第82頁.
15. 1 2  Byrne 1961，第18頁.
16. ↑  Byrne 1961，第20頁.
17. ↑  Neal Dow House 2016.
18. ↑  Rorabaugh 1979，第8頁.
19. ↑  Okrent 2010，第8頁.
20. ↑  Dow 1898，第159頁.
21. ↑  McArthur 1989，第528頁.
22. ↑  Okrent 2010，第11頁.
23. ↑  Byrne 1961，第15–16頁.
24. 1 2  Byrne 1961，第21頁.
25. ↑  Byrne 1961，第24頁.
26. 1 2  Byrne 1961，第24–26頁.
27. 1 2 3  Byrne 1961，第35頁.
28. ↑  Dow 1898，第120頁.
29. ↑  Byrne 1961，第27頁.
30. ↑  Byrne 1961，第30–31頁.
31. 1 2  Byrne 1961，第32–33頁.
32. ↑  Miner 1894，第404–405頁.
33. ↑  Byrne 1961，第40–41頁.
34. 1 2  Byrne 1961，第43–44頁.
35. 1 2  Byrne 1961，第44頁.
36. ↑  Kobler 1993，第83頁.
37. 1 2  Kobler 1993，第84–85頁.
38. ↑  Kobler 1993，第86–87頁.
39. ↑  Byrne 1961，第46頁.
40. 1 2  Byrne 1961，第47頁.
41. ↑  Byrne 1961，第49頁.
42. 1 2 3 4  Byrne 1961，第50–51頁.
43. 1 2  Kobler 1993，第88頁.
44. ↑  Byrne 1961，第55頁.
45. ↑  Byrne 1961，第56–57頁.
46. ↑  Byrne 1961，第58頁.
47. ↑  Byrne 1961，第59頁.
48. ↑  Byrne 1961，第61頁.
49. 1 2 3  Byrne 1961，第62頁.
50. ↑  Byrne 1961，第63頁.
51. ↑  Byrne 1961，第64頁.
52. 1 2 3 4  Kobler 1993，第89頁.
53. ↑  Byrne 1961，第65頁.
54. ↑  Byrne 1961，第66頁.
55. ↑  Byrne 1961，第67頁.
56. ↑  Byrne 1961，第69頁.
57. ↑  Byrne 1961，第70–75頁.
58. ↑  Byrne 1961，第76–77頁.
59. ↑  Byrne 1961，第78頁.
60. 1 2 3  Byrne 1961，第79–80頁.
61. 1 2  Byrne 1961，第81–83頁.
62. ↑  Byrne 1961，第85頁.
63. 1 2 3  Byrne 1961，第86–87頁.
64. ↑  Dow 1898，第620頁.
65. ↑  Dow 1898，第621頁.
66. ↑  Lufkin 1898，第5–11頁.
67. 1 2 3 4  Byrne 1961，第88–89頁.
68. ↑  Lufkin 1898，第20–22頁.
69. ↑  McPherson 1988，第419–420頁.
70. ↑  Byrne 1961，第90–91頁.
71. 1 2 3  Byrne 1961，第91–92頁.
72. 1 2 3  Byrne 1961，第93頁.
73. ↑  Byrne 1961，第94頁.
74. ↑  McPherson 1988，第626–636頁.
75. ↑  Byrne 1961，第95頁.
76. ↑  McPherson 1988，第637頁.
77. 1 2 3  Byrne 1961，第96頁.
78. ↑  Byrne 1961，第97頁.
79. ↑  Dow 1898，第704–709頁.
80. 1 2  Byrne 1961，第99頁.
81. ↑  Byrne 1961，第103頁.
82. ↑  Byrne 1961，第105頁.
83. ↑  Byrne 1961，第107頁.
84. 1 2 3  Byrne 1961，第108–111頁.
85. 1 2 3  Byrne 1961，第112頁.
86. 1 2 3 4 5  Byrne 1961，第113頁.
87. 1 2  Kleppner 1979，第252–255頁.
88. ↑  Philipp 1917，第54頁.
89. ↑  Clancy 1958，第165頁.
90. 1 2 3 4  Byrne 1961，第114頁.
91. 1 2  Clancy 1958，第243頁.
92. 1 2 3  Byrne 1961，第115頁.
93. 1 2  Byrne 1961，第116頁.
94. 1 2  Byrne 1961，第117頁.
95. ↑  Byrne 1961，第120頁.
96. ↑  Byrne 1961，第121–122頁.
97. ↑  Byrne 1961，第124–125頁.
98. ↑  Byrne 1961，第123頁.
99. ↑  Byrne 1961，第126頁.
100. ↑  Byrne 1961，第127頁.